# Agaigoni
Agaigoni is een plaats lang de Tapanahonyrivier in het district Sipaliwini in Suriname. Agaigoni heeft een polikliniek van de Medische Zending en een landingsbaan.
In 2025 werd een drinkwaterstation in het dorp in gebruik genomen.
In de buurt wordt naar goud gezocht.
Affivisiti · Agaigoni · Ajokojokondre · Akani Pata · Aloepi 1 & 2 · Alopi · Antino · Antonio do Brinco · Apetina · Benanoe · Benzdorp · Clementi · Cottica · Draai · Drietabbetje · Gakaba · Godo-olo · Godoro · Granbori · Herminadorp · Intelewa · Kampoe · Kawemhakan · Koemakapan · Kontina · Lensidede · Maboga · Maisa Kampu · Manlobi · Moitaki · Monpoesoe · Nikie · Paloemeu · Peleloe Tepoe · Peruano · Poeketi · Poeloegoedoe · Ronaldo · Sajé · Tjon Tjon · Tutu Kampu · Wanfinga · Wehejok